# Cuisse de Nymphe émue
Pour la couleur, voir Cuisse de nymphe.
'Cuisse de Nymphe émue' est une variété ancienne de rosiers issue d’une variation de ‘Cuisse de Nymphe’ dont elle se distingue surtout par la teinte de la fleur d’un rose carné un peu plus soutenu. Elle a été sélectionnée par le rosiériste français Jean-Pierre Vibert.

## Description
C’est un arbuste buisson vigoureux de 1,5 mètre de haut environ.
La fleur a une corolle très double aux pétales innombrables et bouillonnés, d’un rose carné assez soutenu au centre, pâlissant sur les bords. Elle est très parfumée. 
C’est un cultivar de Rosa ×alba (rose blanche). On l’appelle aussi par les noms communs donnés à Rosa ×alba incarnata, ‘Belle Thérèse’, ‘Rosier Blanc Royal’, ‘La Royale’ et en anglais Great Maiden’s Blush qui sont donc utilisés indifféremment pour Rosa ×alba ‘Incarnata’, ‘Cuisse de Nymphe’ et ‘Cuisse de Nymphe émue’.